# Dučevac
Dučevac (Servisch cyrillisch Дучевац) is een plaats in de Servische gemeente Babušnica. De plaats telt 136 inwoners (2002).